# Diplodactylus occultus
Diplodactylus occultus är en ödleart som beskrevs av  King 1982. Diplodactylus occultus ingår i släktet Diplodactylus och familjen geckoödlor. Inga underarter finns listade i Catalogue of Life.